# William George Clark

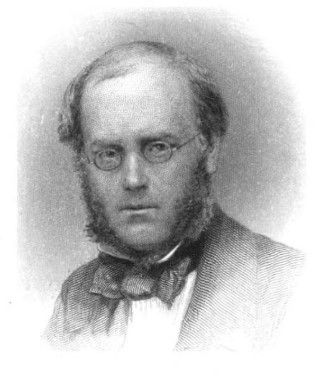
Porträt von William George Clark

William George Clark (* 18. März 1821 in Barford Hall bei Darlington; † 6. November 1878 in York) war ein englischer Altphilologe und Shakespeare-Forscher.

## Leben

### Familie
William George Clark war der einzige Sohn des Landwirts Robert Clark († 1874) und dessen Ehefrau Sarah († 1869).
Er wurde neben seinen Eltern in Gainsford, in der Nähe seines Geburtsortes, beigesetzt.

### Werdegang
William George Clark besuchte anfangs das 1551 gegründete Gymnasium in Sedbergh in der Grafschaft Cumbria und darauf die Shrewsbury School, die unter der Leitung von Benjamin Hall Kennedy (1804–1889) stand. 1840 trat er in das Trinity-College in Cambridge ein und wurde 1844, nach Abschluss in Klassischer Philologie, zum Fellow des Kollegiums gewählt und war die letzten Jahre stellvertretender Master des College. Er war dort wissenschaftlich und seit 1857 als öffentlicher Redner tätig, bis er krankheitsbedingt seine Tätigkeit beenden musste und in seinen Geburtsort zurückkehrte.
1853 wurde er zum Priester geweiht und veröffentlichte einige Predigten. Im November 1869 teilte er seinem Bischof mit, dass er sein Amt niederlegen wolle und erläuterte seine Gründe in einer Schrift mit dem Titel The Present Dangers of the Church of England. Der Clerical Disabilities Act von 1870, für den er sich einsetzte, ermöglichte es ihm, seinen klerikalen Charakter aufzugeben. Im selben Jahr legte er auch das Amt des öffentlichen Redners nieder und verließ Cambridge 1873 aus gesundheitlichen Gründen.
Während der Universitätsferien unternahm er größere Reisen nach Spanien, Italien, Griechenland und Polen und veröffentlichte hierzu in Macmillan's Magazine sowie in der dreibändigen Schrift Vacation Tourists von Francis Galton.
Er war Gründer und Herausgeber des Journal of Philology und auch einige Jahre lang Mitarbeiter von Fraser’s Magazine sowie Herausgeber der Cambridge Essays, für deren ersten Band er den Aufsatz General education and classical studies geschrieben hatte. Gemeinsam mit Benjamin Hall Kennedy (1804–1889) und James Riddell (1823–1866) arbeitete er an der Herausgabe der Sabrinae Corolla. Weil er plante, eine Ausgabe des Aristophanes mit kritischen und exegetischen Anmerkungen zu veröffentlichen, sammelte er 1867 in Italien verschiedene handschriftliche Hilfsmittel und begann dann nach der Rückkehr mit der Ausarbeitung des Kommentars zu den Acharnern, bis er die Arbeit krankheitsbedingt unterbrechen musste und anschließend ganz aufgab.
Er veröffentlichte seine Forschungen zu den Dramen William Shakespeares, die er anfangs mit John Glover (1823–1884), Bibliothekar des Trinity-Collegs, und, nach dessen Weggang aus Cambridge, mit dessen Nachfolger Aldis Wright (1838–1914), bearbeitete.
Dem Trinity College hinterließ er ein Vermögen, von dem aus ein jährlicher Lehrstuhl für Englische Literatur gegründet und nach ihm benannt wurde; die erste Ernennung erfolgte 1883.

## Ehrungen und Auszeichnungen
1842 und 1843 wurde William George Clark am Trinity-College mit der Brown-Medaille ausgezeichnet. Er erhielt 1843 auch den Porson Prize.

## Mitgliedschaften
William George Clark war seit 1864 Mitglied des Roxburghe Club.

## Schriften (Auswahl)
- A Score of Lyrics. Cambridge, 1849 (Digitalisat).
- Benjamin Hall Kennedy, James Riddell, George William Clark: Sabrinae corolla. London, 1850 (Digitalisat).
- Gazpacho: or, Summer months in Spain. London, 1850 (Digitalisat).
- The "Birds" of Aristophanes. In: Journal of Classical and Sacred Philology, Band 1. Cambridge 1854. S. 1–20 (Digitalisat).
- Peloponnesus - Notes of study and travel. London, 1858 (Digitalisat).
- From Athos to Salonica. In: Macmillan's Magazine. 1863. S. 306–315 (Digitalisat).
- Napel and Garibaldi. In: Francis Galton: Vacation Tourists. London und Cambridge, 1860 (Digitalisat).
- The Works of William Shakespeare.
  - Band 1. Cambridge, 1863 (Digitalisat).
  - Band 2. Cambridge, 1863 (Digitalisat).
  - Band 3. Cambridge, 1863 (Digitalisat).
  - Band 4. Cambridge, 1864 (Digitalisat).
  - Band 5. Cambridge, 1864 (Digitalisat).
  - Band 6. Cambridge, 1865 (Digitalisat).
  - Band 7. Cambridge, 1865 (Digitalisat).
  - Band 8. Cambridge, 1866 (Digitalisat).
  - Band 9. Cambridge, 1866 (Digitalisat).
- Poland. In: Francis Galton: Vacation Tourists. London und Cambridge, 1864 (Digitalisat).
- A Few Words on Irish Questions. London und Cambridge, 1868 (Digitalisat).
- William Shakespeare, William George Clark, William Aldis Wright: The Tragedy of King Richard II. Oxford, 1869 (Digitalisat).
- The Primary Article of Faith in the Church of the Future. Cambridge, 1869 (Digitalisat).
- The Present Dangers of the Church of England. 2. Auflage. London und Cambridge, 1870 (Digitalisat).
- The History of the Ravenna Manuscript of Aristophanes. In: The Journal of Philology, Band 3. London und Cambridge, 1871. S. 153–160 (Digitalisat).
- William George Clark und William Aldis Wright: The Globe Edition. The Works of William Shakespeare. London, 1873 (Digitalisat).
- William George Clark, William Aldis Wright: The Merchant of Venice. Oxford, 1874 (Digitalisat).
- George Brimley; William George Clark: Essays. 3. Auflage. London, 1882 (Digitalisat).